# Adriana Roel
Rosa María Gorbea Osorio (Monterrey, 5 de julio de 1934-Mérida, 4 de agosto de 2022), conocida como Adriana Roel, fue una actriz mexicana. Obtuvo dos Premios Ariel en la categoría a Mejor actriz, uno en 1979 y otro en 2014.

## Biografía y carrera
Rosa María Gorbea Osorio, aunque también se le citó con el nombre Rosa María Gorbea Osorio , nació el 5 de julio de 1934 en Monterrey. Estudió en la escuela de teatro del Instituto Nacional de Bellas Artes. Inició su carrera como actriz en 1957 en la obra Los frutos caídos, dirigida por el maestro Seki Sano. Poco después viaja a París, Francia, por una beca que le otorgó el gobierno francés: en ese país estudió en el Conservatorio de Arte Dramático, y tuvo como profesores a leyendas del teatro francés como Jean Perymoni y Jacques Lecoq. A su regreso a México debutó en televisión en 1960 en la telenovela Espejo de sombras. En cine, debutó el año anterior en la película Mi esposa me comprende. Desde entonces participó en diversas películas, entre las que destacan: Días de otoño, La loba, Fin de fiesta, Renuncia por motivos de salud, De muerte natural y Crónica de un desayuno, entre muchas otras. Poseyó una carrera igual de extensa en las telenovelas, con títulos como: San Martín de Porres, Viviana, Juana Iris, El extraño retorno de Diana Salazar, Si Dios me quita la vida, Huracán y Amarte es mi pecado, entre muchos otros. Su mayor pasión fue el teatro, donde participó en más de cuarenta puestas en escena durante su carrera, entre muchas otras, están: La posadera, El toque del poeta, Juego de reinas, Alpha Beta, El Hombre Elefante, Cada quien su vida, Sonata de otoño y Rita, Julia.
El 16 de mayo de 2007 se le rindió un homenaje por sus cincuenta años de trabajo como actriz. El acontecimiento tuvo lugar en la representación número 4100 de Los monólogos de la vagina, obra en la que participó en 2000 acompañada de otras actrices.
Ganó el Premio Ariel a mejor actriz en 1979 por su trabajo en la película Anacrusa, dirigida por Ariel Zúñiga, y también en 2014 por su actuación en la película No quiero dormir sola.

## Muerte
El 4 de agosto de 2022 falleció a los 88 años de edad por complicaciones de la enfermedad de Alzheimer, padecimiento que la actriz ya llevaba luchando años atrás.

## Filmografía

### Programas de televisión
- Mujeres asesinas 1 (2008) .... Mara Madrigal (episodio "Patricia, vengadora")
- Cuentos para solitarios (1999) .... Elba (episodio "Más densa que el agua")
- Mujer, casos de la vida real (1996) (episodio "La nuera")
- Hora marcada (1989) .... Tía Clarissa (episodio "Trampa en la casa")

### Películas
- No quiero dormir sola (2013) .... Dolores
- Amor letra por letra (2008)
- Crónica de un desayuno (1999)
- De muerte natural (1996) .... Esperanza
- Mina (1992) (cortometraje)
- El diablo y la dama (1984)
- La seducción (1981)
- Anacrusa (1979)
- Flores de papel (1978)
- Alucarda, la hija de las tinieblas (1977) .... Hermana Germana
- Renuncia por motivos de salud (1975) .... Silvia
- Diamantes, oro y amor (1973)
- Kaliman, el hombre increíble (1972) .... Alice
- Fin de fiesta (1972) .... Marta
- Rubí (1970) .... Eloísa
- Gregorio y su ángel (1970)
- El hijo pródigo (1969) .... Rosalba
- Veinticuatro horas de vida (1968)
- El caudillo (1968)
- La endemoniada (1968)
- Sor Ye-Yé (1968)
- La chamuscada (1967)
- Seis días para morir (1967)
- El silencioso (1967) .... Amparo
- Serenata en noche de luna (1967)
- El planeta de las mujeres invasoras (1967) .... Silvia
- El derecho de nacer (1966)
- El alazán y el rosillo (1966)
- Gigantes planetarios (1965) .... Silvia
- La loba (1965) .... Alicia Fernández
- Viva María! (1965)  .... Janine
- Un hombre en la trampa (1965)
- El asesino invisible (1964)
- Me llaman el cantaclaro (1964)
- Furia en el Edén (1964)
- Cri Cri el grillito cantor (1963) .... Chacha Adulta
- Días de otoño (1962) .... Alicia
- Me dicen el consentido (1962)
- La entrega de Chucho el Roto (1962)
- La captura de Chucho el Roto (1961)
- Aventuras de Chucho el Roto (1961)
- Los jóvenes (1961)
- Chucho el Roto (1960)
- La cigüeña dijo sí (1960)
- El misterio de la cobra (1960)
- Escuela de verano (1959)
- Gutierritos (1959)
- Mi esposa me comprende (1959)

### Telenovelas
- Mentir para vivir (2013) .... Paloma Aresti
- Amor sin maquillaje (2007)
- Rubí (2004) .... Hilda Méndez
- Amarte es mi pecado (2004) .... Gertrudis de Reyes
- Bajo la misma piel (2003-2004) .... Blanca Rioja
- Atrévete a olvidarme (2001) .... Evarista
- Huracán (1997-1998) .... Esperanza Ibarrola de Villarreal
- Si Dios me quita la vida (1995) .... Fedora Foscari
- Al filo de la muerte (1991-1992) .... Laura
- El extraño retorno de Diana Salazar (1988) .... Delfina García de Salazar
- Tiempo de amar (1987) .... Mercedes
- Juana Iris (1985) .... Virtudes
- Por amor (1982) .... Mercedes
- Vanessa (1982) .... Claudia de Saint-Germain
- Al salir el sol (1980)
- Caminemos (1980) .... Miriam
- Añoranza (1979)
- Viviana (1978-1979) .... Delia
- El chofer (1974-1975) .... Laura
- El amor tiene cara de mujer (1971-1973) .... Ana María
- Pequeñeces (1971) .... Elvira Covarrubias de Téllez
- El dios de barro (1970)
- Detrás del muro (1967) .... Marcela
- El usurpador (1967) .... Marcela
- Lo prohibido (1967)
- El despertar (1966)
- San Martín de Porres (1964) .... Juana de Porres
- Vidas cruzadas (1963)
- Agonía de amor (1963)
- Mujercitas (1962)
- Cuatro en la trampa (1960)
- Espejo de sombras (1960)

### Teatro
- El trueno dorado (2011), dir. Juan Antonio Hormigón
- Adorables enemigas (2008)
- Los monólogos de la vagina
- Lou. La sibila de Hainberg (2006), dir. Claudia Ríos
- La Negra Boda
- Rita, Julia
- Tamara, dir. Enrique Gómez Vadillo
- Soñata de otoño (1984), dir. Salvador Garcini
- Hamlet
- Cada quien su vida, dir. Enrique Pineda
- La señorita de Tacna
- Sucedió mañana (1982), dir. Julio Castillo
- El hombre elefante (1981), dir. Manolo Fábregas
- Las tres hermanas
- La dama de pan de jengibre (1976), dir. Xavier Rojas
- Las criadas
- Alpha Beta (1974), dir. Dimitrio Sarrás
- La Carpa (1971), dir. Ignacio Retes
- Las troyanas (1963), dir. José Solé
- Espectro (1962), Lew Riley
- Juego de reinas (1962), dir. José Solé
- El toque
- La posadera (1961), dir. José Solé
- El asesino es la señora (1957), dir. Julio Porter
- El cuerpo diplomático (1958), dir. Salvador Novo
- Todos eran mis hijos (1959), dir. Seki Sano
- Los frutos caídos (1957), dir. Seki Sano
- Celos del aire (1964), dir. Xavier Rojas
- No me olvides en diciembre (1988), dir. José Luis Ibáñez
- Cartas de amor en papel azul (1989), dir. Adriana Roel
- Tal día como hoy (1961), dir. Fernando Wagner
- El caso de la mujer asesinadita (1965), dir. Enrique Rambal
- El cielo se está cayendo (1963), dir. Jorge Landeta
- El hombre elefante (1981), dir. Manolo Fábregas
- Mary Mary (1964), dir. Enrique Rambal
- Examen de maridos (1973), dir. Héctor Azar
- Gog y Magog (1961), dir. Manolo Fábregas
- Hedda Gabler (1980), dir. Antulio Jiménez Pons
- La casa de los corazones rotos (1977), dir. Xavier Rojas
- La segunda dama (1989), dir. Roberto D'Amico
- Rebelde (1964), dir. Enrique Rambal
- Coroliano II (2014), dir. Alberto Villarreal[9]

## Premios y nominaciones

### Premios TVyNovelas
| Año  | Categoría                  | Telenovela                          | Resultado |
| ---- | -------------------------- | ----------------------------------- | --------- |
| 1989 | Mejor actriz experimentada | El extraño retorno de Diana Salazar | Nominada  |

### Premios Bravo
| Año  | Categoría              | Obra de Teatro | Resultado |
| ---- | ---------------------- | -------------- | --------- |
| 2007 | Mejor actriz de teatro | Lou            | Ganadora  |

### Premios Calendario de Oro 2007
| Categoría                               | Persona      | Resultado |
| --------------------------------------- | ------------ | --------- |
| Precursora de las Telenovelas en México | Adriana Roel | Ganadora  |

### Premios Ariel
| Año  | Categoría                  | Película                      | Resultado |
| ---- | -------------------------- | ----------------------------- | --------- |
| 2014 | Mejor Actriz               | No quiero dormir sola         | Ganadora  |
| 1979 | Mejor Actriz               | Anacrusa                      | Ganadora  |
| 1977 | Mejor coactuación femenina | Renuncia por motivos de salud | Ganadora  |

### Premios ACPT
| Año  | Categoría             | Resultado |
| ---- | --------------------- | --------- |
| 2014 | Trayectoria "57 años" | Ganadora  |